# André Ostier
André Ostier, né à Paris le 4 avril 1906 et mort dans la même ville le 19 janvier 1994, est un photographe français, réputé pour ses portraits d'artistes et ses photo-reportages sur la vie parisienne.

## Biographie
Issu d’une famille de la grande bourgeoisie parisienne, il débute par une carrière de libraire (« À La Page ») puis de journaliste avant de devenir photographe, enchaînant très tôt portraits d’artistes et photos de mode publiés par la presse illustrée d’avant-guerre. Se déplaçant beaucoup, il prend des clichés au cours de ses voyages et mène une vie mondaine très intense dans le monde de l’art et de la culture.
Au début de la guerre, après une première exposition en 1940, il travaille dans le sud de la France et photographie acteurs (Micheline Presles, Pierre Jourdan…) et artistes-peintres (Henri Matisse, Aristide Maillol, Pierre Bonnard…) À Paris, il photographie la ville occupée ainsi que le Château de Versailles aux sculptures entourées de sacs de sable, images qui inspireront Paul Éluard lors de leur publication dans Vogue français en 1945. Dès la fin de la Seconde Guerre mondiale, il y tient une rubrique.
Arrêté pour faits de résistance en 1944 le photographe est incarcéré à la prison de la Santé. Après avoir craint le pire (Ostier est d’origine juive) il est libéré grâce à l’entrée des troupes du général Leclerc dans Paris. Il suit alors et photographie les troupes de la campagne d’Alsace, réalisant notamment plusieurs portraits d’André Malraux.
Après la guerre, André Ostier dont la réputation est déjà bien établie se lie avec Christian Dior et Jacques Fath dont il photographie les créations New Look. Il photographiera plus tard Yves Saint Laurent, Pierre Cardin, Coco Chanel ou Marcel Rochas. 
Les voyages s’enchaînent : Inde, Chine, Thaïlande, Afrique du Nord, Europe… 
André Ostier meurt en janvier 1994, laissant une œuvre rassemblant de nombreux témoignages photographiques, précieux pour la compréhension des grandes périodes sociologiques, intellectuelles et artistiques qui ont forgé la modernité du XXe siècle[source insuffisante].

## Portraits
Mondain, raffiné et amateur d’art, il lie des relations de connivence avec nombre d’artistes, écrivains, acteurs, danseurs, couturiers, créateurs. 
Il captura l'énergie créative et l'environnement de peintres tels que Émile Bernard, dès 1938[source insuffisante], alors qu'il débute dans la photographie, Pierre Bonnard en 1941, Henri Matisse, Joan Miró, Pablo Picasso, Fernand Léger, Marc Chagall, Francis Bacon, David Hockney, et d'autres ; d'écrivains tels que Simone de Beauvoir, Jean Cocteau, Truman Capote, Jean Genet, Paul Valéry et Tennessee Williams ; et des créateurs de mode Coco Chanel, Christian Dior et Yves Saint Laurent,. Commandés par des revues françaises et étrangères, les clichés s’enchaînent. 

## Réceptions mondaines - Café Society
Il immortalisa également les fastueuses réceptions des années 1950 et 1960, où les masques et les costumes ajoutaient fréquemment à l'atmosphère festive. Devant son objectif, on[style à revoir] retrouvait le duc et la duchesse de Windsor, Marie-Laure de Noailles, Charles de Beistegui, Jacqueline de Ribes, Leonor Fini, Barbara Hutton. Avec Robert Doisneau et Cecil Beaton, il fut l'un des trois photographes du « Bal du siècle» donné à Venise par Charles de Beistegui.

## Expositions

### Expositions personnelles
- 06 novembre – 02 décembre 2023 : André Ostier - Intime, Galerie Jacques Lacoste[7], Paris.

- 13 juin - 1er septembre 2019 : André Ostier, Portraits d'artistes, Musée Matisse de la Ville de Nice[8].
- 18 mai - 28 juillet 2006 : André Ostier, Photographies, Musée Yves Saint-Laurent Paris[9].
- 1989 : Masques et Bergamasques, Galveston Arts Center à Houston.
- 1988 : Masques et Bergamasques, FIAF French Institute/Alliance Française de New York.
- 17 août - 23 septembre 1993 : André Ostier Photographies - Le temps de Colette, Association Arcade Colette à Paris.
- 4 novembre 1982 - 9 janvier 1983 : André Ostier. Photographies de peintres et de sculpteurs 1941-1982  [Mois de la photo], Musée Bourdelle à Paris[10].
- 30 juillet - 11 août 1988 : Photographies André Ostier, Centre Culturel Français de Tanger.
- 16 mai - 30 mai 1957 : Images du Mont-Athos, Connaissance du Monde à Paris.

### Expositions collectives
- 27 janvier - 28 mars 1993 : TANGER - Regards Choisis, Institut du Monde Arabe.
- 5 - 26 juin 1991 : Hommage à Bettina - Photographie de mode 1945-1955, Institut International de la mode à Marseille.
- 12 octobre - 2 décembre 1989 : Jean Cocteau The Mirror and the Mask : A Photo-Biography, Lieberman and Saul Gallery à New York.